# یوتا ایواشیتا
یوتا ایواشیتا (انگلیسی: Yuta Iwashita؛ زادهٔ ۲۱ ژوئن ۱۹۹۱) بازیکن هندبال اهل ژاپن است.